# Llengües nuristanís
Les llengües nuristanís (o llengües kafiris) són un dels tres grups de les llengües indoiranianes, que agrupen els grans grups de les llengües indoàries i les llengües iràniques. Hi ha uns 130.000 parlants de les llengües nuristanís, sobretot a l'Afganistan Oriental i a unes valls adjacents del Pakistan (al Districte de Chitral de la Khyber Pakhtunkhwa). Aquesta regió, habitada pels nuristanís està situada al sud de les montanyes de l'Hindu Kush. Abans, aquestes llengües havien estat agrupades com a llengües indoàries (del subgrup de les llengües dàrdiques i kafirs) o com a llengües iranianes abans que fossin classificades com un tercer grup de llengües.
El dameli a vegades és considerat nuristaní enlloc de dàrdica degut a la preponderància de vocabulari d'origen nuristaní, tot i que el sistema morfològic i de pronoms prové de les llengües dàrdiques.

## Llengües
Les llengües nuristanís són:
- Kati (Kamkata-vari, Bashgali, o Katë que té dialectes occidentals, nordorientals i sudorientals). Té entre 40.000 i 60.000 parlants. La majoria dels seus parlants viuen a Afganistan, tot i que també n'hi ha a les zones frontereres del Pakistan.[4] Segons l'ethnologue, és una llengua en perill d'extinció i al Pakistan la parlen entre 3700 i 5100 persones.[5]
- Wasi-wari (o prasuni, o veruni, o parun, o veron). El 2011 tenia uns 8000 parlants a la regió del vall de Parun, a Afganistan. Segons endangeredlanguages.com, és suceptible d'extinció.[6] Segons l'ethnologue, hi ha menys de 10.000 parlants i la seva situació està estable.[7]
- Ashkun (o Askunu, o Wamayi). Llengua nuristaní meridional. Els seus dialectes són el suruviri, l'ashuruveri i el gramsukraviri, té menys de 7.000 parlants a les vall de Pech, al districte de Wama, dins la província de Kunar, a l'Afganistan.[8]
- Waigali (o Kalasha-ala). Hi ha uns 1.500 parlants (2000) al sud-est del Nuristan, a la província Central Kunar, al nord de Pech. Els seus dialectes són el chima-nishey, el varjan i el zamyaki.[9]
- Tregami (o Katar Gambiri). Té uns 1.000 parlants (1994), als pobles de Katar i Gambir, a la vall de Tregam, al Nuristan.[10]
- Zemiaki (o zamyaki, o jamlàn basa). Alguns lingüistes el consideren un dialecte del waigali. Té uns 500 parlants a la província de Kunar.[11]

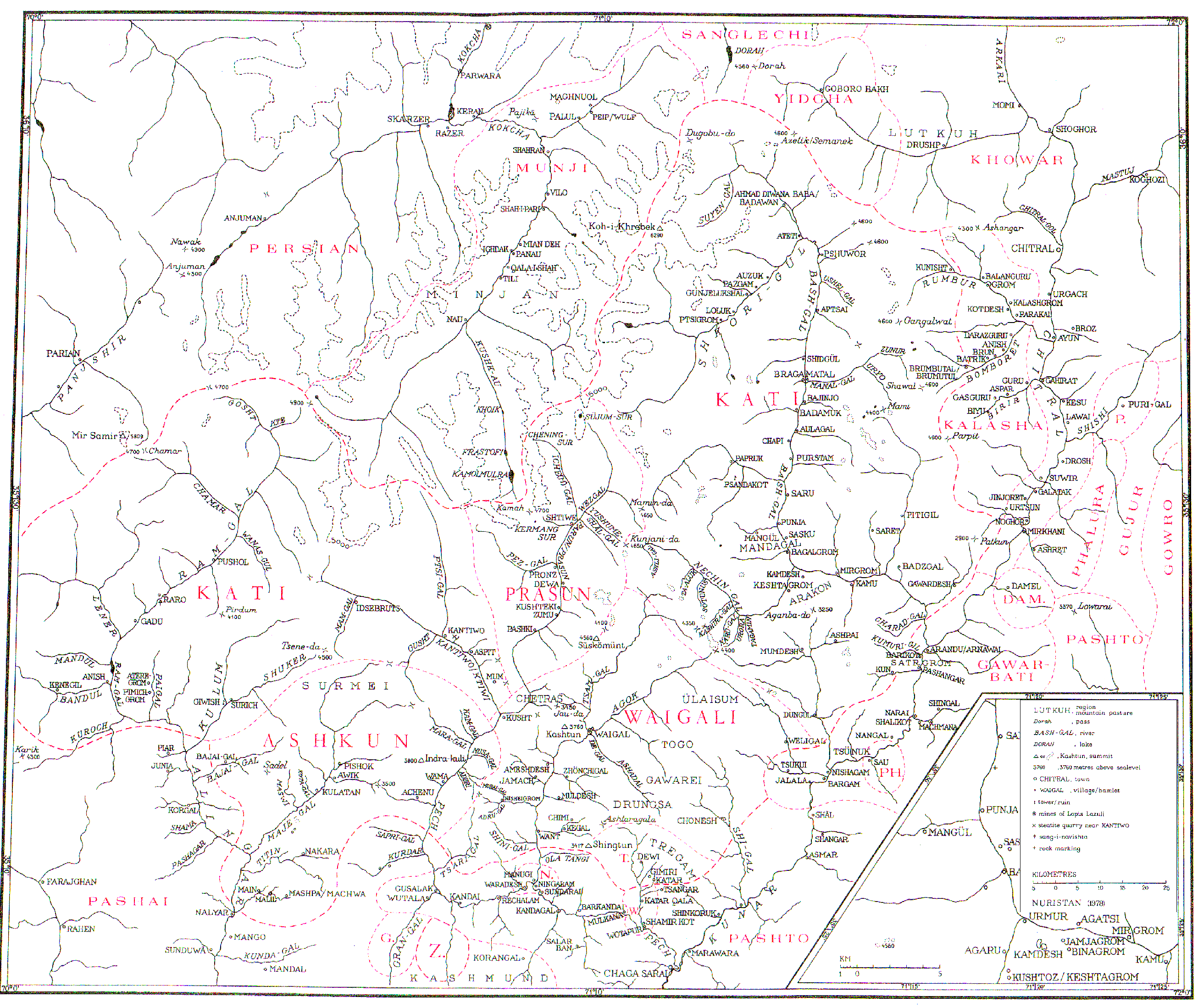
Mapa de les llengües nuristanís segons Georg Morgenstierne

## Història
Sobre la prehistòria del nuristaní, que no està clara, només es creu que pertany al subgrup indoiranià. La seva classificació dins d'aquest grup va ser molt debatuda fins que investigacions recents han considerat que és una tercera rama diferenciada de les famílies indoària i iraniana, a pesar de que aquesta última ha influenciat les llengües nuristanís. Això mostra que aquestes famílies lingüístiques han gaudit d'un contacte prolongat des de temps pretèrits. Segons Jakob Halfmann (2023), les llengües nuristaní poden haver estat en contacte amb el bactrià des de fa mil anys.
Les llengües nuristanís no han estat descrites en fonts escrites fins al segle XIX. El primer nom que va rebre la regió fou el del Kafiristan i les llengües que s'hi parlaven van ser anomenades kafiri o kafiristaní. Però aquest terme ha estat reemplaçat des de la conversió de la regió a l'Islam el 1896. El poble kalash té una cultura i una religió molt propera al poble nuristaní. Les poblacions de la zona han estat dividides entre els parlants de nuristaní, de llengua Kalasha-la i de la llengua indoària, kalasha-mun.
Les llengües nuristanís són parlades per pobles tribals de zones montanyoses molt aïllades de l'Hindu Kush que no han tingut un govern centralitzat fins els temps moderns. La zona està a la frontera nord-oriental entre l'actual Afganistant i el nord-oest de l'actual Pakistan. Els lingüístes no han fet molts estudis sobre aquestes llengües. Al ser utilitzades per molt pocs parlants, totes les llengües nuristanís estan en perill d'extinció.
Molts nuristanís, a l'actualitat, parlen altres llengües com el Darí i el Paixtu (dues oficials de l'Afganistan) i el khowar, que és la llengua franca de la zona del Chitral.

## Proto-nuristaní
La primera divergència de les llengües nuristanís d'altres llengües indoiranianes, podria veure's en el fet de la llei de Peterson (el so "s" és canviat pel so "š" després de les consonants "r", "k", "g" i "gh; i les semi vocals "w" i "y" (tot i que, al kati, no s'aplica al so "w).
Les llengües nuristanís comparteixen amb les iranianes la fusió de les "tenuis" i les consonants entretallades, la preservació de la distinció entre els dos conjunts de palatals (que es van fusionar en l'indoari) i el front de les consonants palatals primàries protoindoiranianes. Aquestes consonants s'han conservat com a africades dentals, en contrast amb la simplificació de les sibilants (a gran part de les iranianes) o les interdentals (en el persa). Aquestes últimes, en el proto-nuristaní, es van mantenir com a africades dentals, en contrast amb la simplificació de les sibilants. Posteriorment, /dz/ va passar a /z/ en totes les varietats nuristanesesl excepte el kati i el treami del sud-est. La /ts/ es va convertir en /s/ només en l'ashkun.
Moltes llengües nuristanís tenen el sistema sintàctic subjecte-objecte-verb (SOV) igual que la majoria de les altres llengües indoiranianes; a diferència de les llengües dàrdiques, que són llengües V2 (verb en segon lloc).